# نظام غذائي أحادي التغذية
 نظام غذائي أحادي التغذية إن اتباع نظام غذائي أحادي التغذية أو نظام غذائي أحادي هو نوع من الحمية الغذائية التي تتضمن تناول مادة غذائية واحدة فقط (مثل البطاطس أو التفاح) أو نوع واحد من الطعام (مثل الفواكه).

## المخاوف الصحية
خبراء التغذية يحذرون من أن اتباع نظام غذائي أحادي التوجه قد يؤدي إلى سوء التغذية وفقدان العضلات، ونقص أو زيادة خطورة بعض المواد الغذائية، وصعوبة في فقدان الوزن في المستقبل.

## أمثلة
بدأ الممثل الكوميدي والساحر «بين جيليت» نظامه لفقدان الوزن بنظام غذائي أحادي، وتناول البطاطس لمدة أسبوعين فقط، ثم أضاف أغذية صحية أخرى لتغيير عاداته الغذائية.